# Inbound marketing
Inbound marketing czyli tzw. „marketing przychodzący”, to strategia marketingu, polegająca na podejmowaniu odpowiednich działań, które umożliwią odbiorcom samodzielne odnalezienie nadawcy danego przekazu reklamowego. 
Strategia inbound marketingu powstała w opozycji do tradycyjnych metod, bazujących na agresywnej formie reklamy, takiej jak spoty reklamowe, bilbordy czy wyskakujące okna (z ang. outbound marketing). Jej celem jest zbudowanie świadomości marki oraz wypracowanie długotrwałej relacji z klientami, opartej na dwustronnym modelu komunikacji i zaangażowaniu obydwu stron.

## Charakterystyka
Inbound marketing jest bezpośrednio związany z koncepcją tzw. marketingu za przyzwoleniem (z ang. permission marketing), opracowaną przez Setha Godina, zgodnie z którą, odbiorca danego przekazu marketingowego sam musi wyrazić na niego zgodę, np. poprzez subskrypcję mailową lub wyszukując dane produkty, usługi bądź informacje za pomocą wyszukiwarek internetowych. Według zwolenników tej strategii, istnieje dzięki temu większe prawdopodobieństwo, że treści reklamowe trafią do osób faktycznie nimi zainteresowanych.
Drugą istotną koncepcją, na której opiera się inbound marketing, jest tzw. marketing wirusowy, czyli działania marketingowe, których celem jest nakłonienie odbiorców do dobrowolnego rozpowszechniania informacji na temat danej marki.

## Najważniejsze techniki
Do najważniejszych technik inbound marketingowych, wykorzystywanych do osiągnięcia powyższych celów, należą:
- promocja w mediach społecznościowych (m.in. YouTube, Facebook, LinkedIn, Twitter),
- prowadzenie bloga branżowego,
- optymalizacja pod kątem wyszukiwarek internetowych (SEO, Search Engine Optimization) oraz
- content marketing, czyli tworzenie i rozpowszechnianie w Internecie unikalnych i wiarygodnych treści (artykuły, e-booki, webinaria, podcasty, e-video itp.), które okażą się przydatne dla internautów.

Marketingowcy wykorzystujący strategię inbound marketingu zakładają, że publikowanie wartościowych, zoptymalizowanych pod kątem wyszukiwarek, treści, a następnie rozpowszechnianie ich za pomocą takich kanałów marketingowych jak blogi branżowe czy portale społecznościowe, umożliwia przyciągnięcie bardziej sprecyzowanej grupy docelowych odbiorców, zbudowanie z nimi trwałej relacji (tzw. strategia dojrzewania leadów), a w rezultacie, zwiększenie sprzedaży.